# William Reaside
William Reaside, también conocido como W.H. Cowan o William Raeside (* 24 de marzo de 1892 en Paisley, Escocia – † 15 de noviembre de 1964 en Old Kilpatrick, Escocia), fue un jugador y entrenador de fútbol escocés. Se desempeñó como jugador en los equipos Stockport County de la liga inglesa y Dumbarton de la liga escocesa.
En sus inicios como entrenador dirigió en Noruega y en 1928 visitó Sudamérica con el Real Club Celta de Vigo por lo que aprendió a hablar español. Es recordado por ser el técnico que consiguió el título de la temporada 1939 con el Club Nacional de Football, título emblemático ya que sería el primero de 5 consecutivos. Fue llevado por Raúl Benglio Salvo, recién elegido presidente del Nacional, su primer título con la institución fue el 2.º Campeonato Nocturno Rioplatense. Fue sustituido por Héctor Castro quien había actuado como su auxiliar.
Después de dirigir en Uruguay llega a México en la década de los años 1940, traído por el Asturias F.C., donde implementó el sistema W-M novedoso en la Liga Mayor. Dirigió al equipo asturiano en la temporada 1945-46 y fue sustituido por Fernando Marcos González.
En 1947 pasa a dirigir al Newell's Old Boys de Argentina, para después regresar a Escocia, donde es contactado por la directiva del Club Deportivo Guadalajara para que dirigiera al equipo en la temporada 1950-51, realizando el viaje desde Edimburgo a Nueva York y después a la Ciudad de México donde una comisión del Club Guadalajara lo recibió y lo escoltó hasta la perla tapatía. 
En su temporada como entrenador ganó 9 partidos, empató 7 y perdió 6. Reaside es recordado en Guadalajara por ser el técnico que dio la titularidad a  Jaime "Tubo" Gómez, y por haber llevado a los primeros dos jugadores no nacidos ni formados en Jalisco, que jugaron en el Club Guadalajara durante el profesionalismo, Carlos Iturralde Rivero y Raúl Cárdenas.
Reaside dejó la escuadra rojiblanca el 9 de abril de 1951, argumentando que abandonaba el puesto por supuestas complicaciones con el reumatismo que padecía. En Inglaterra dirigió al Cheltenham Town F.C en la temporada 1952–53. Regresó a dirigir al fútbol mexicano en el año de 1953, de agosto a noviembre estuvo al frente de la dirección técnica del Club de Fútbol Atlante.